# Mayo de 1968 en Francia

Protestas en París en mayo de 1968

Se conoce como Mayo francés o Mayo de 1968 a la cadena de protestas estudiantiles, principalmente universitarias, y posteriormente sindicales que se llevaron a cabo en Francia y, especialmente, en París durante los meses de mayo y junio de 1968. 
Esta serie de protestas espontáneas fue iniciada por grupos estudiantiles contrarios a la sociedad de consumo, el capitalismo, el imperialismo, el autoritarismo, y que en general desautorizaban las organizaciones políticas y sociales de la época, como los partidos políticos, el gobierno, los sindicatos o la propia universidad. Al movimiento estudiantil inicial pronto se unieron grupos de obreros industriales, los sindicatos y el Partido Comunista Francés, aunque con objetivos principalmente laborales, no plenamente coincidentes en otros aspectos con los grupos estudiantiles. Ambos movimientos dieron como resultado la mayor revuelta estudiantil y la mayor huelga general de la historia de Francia, y posiblemente de Europa occidental, secundada por más de nueve millones de trabajadores. El movimiento estudiantil tuvo influencias del movimiento hippie que se extendía entonces.
La magnitud de las protestas no había sido prevista por el gobierno francés, y puso contra las cuerdas al gobierno de Charles de Gaulle, que llegó a temer una insurrección de carácter revolucionario tras la extensión de la huelga general. Sin embargo, la mayor parte de los sectores participantes en la protesta no llegaron a plantearse la toma del poder ni la insurrección abierta contra el Estado, y ni tan siquiera el Partido Comunista Francés llegó a considerar seriamente esa salida. El grueso de las protestas finalizó cuando De Gaulle anunció las elecciones anticipadas que tuvieron lugar el 23 y 30 de junio.

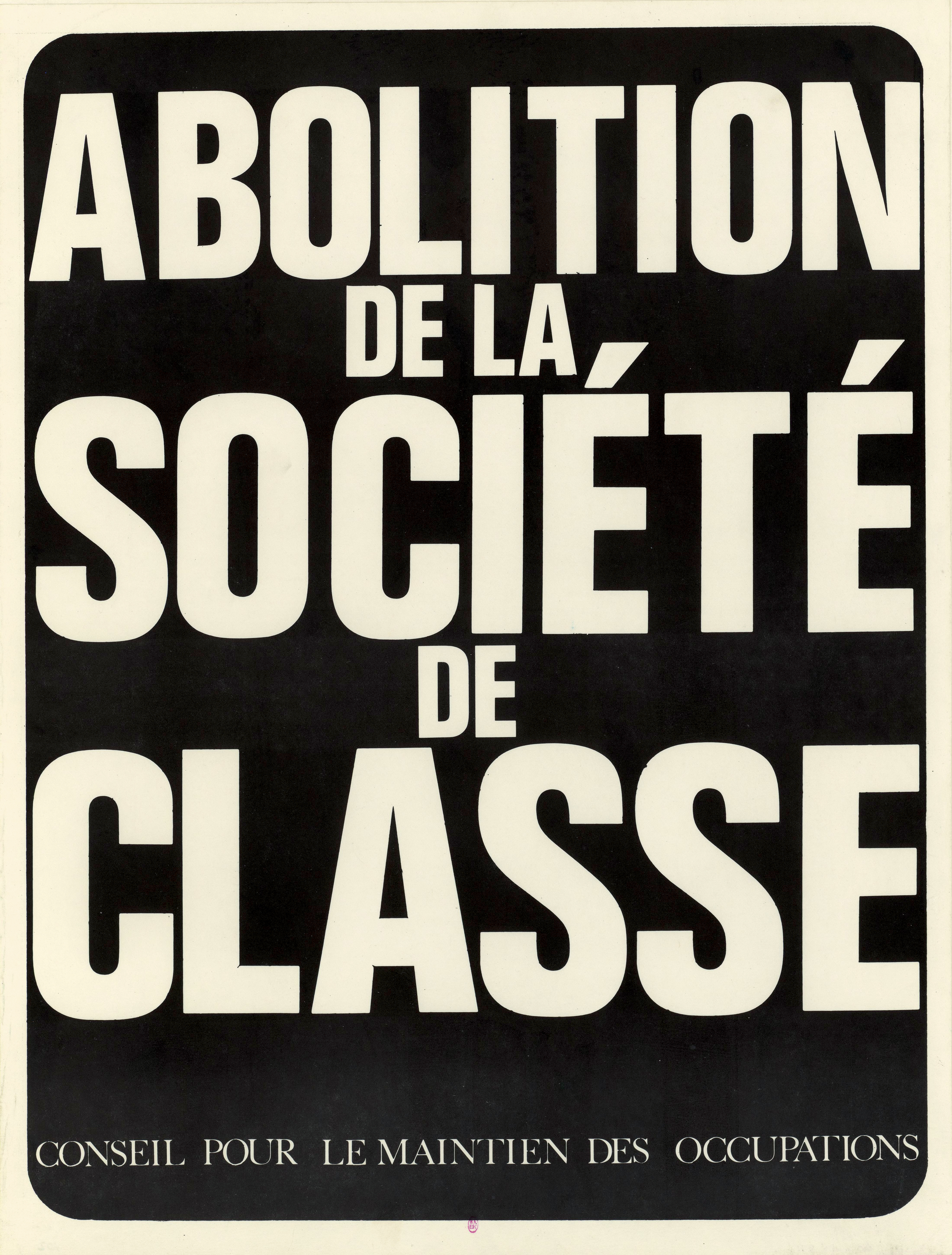
Cartel de mayo 68 que dice "Abolición de la sociedad de clases" (CMDO).

Los sucesos de mayo y junio en Francia se encuadran dentro de una ola de protestas protagonizadas, principalmente, por sectores politizados de la juventud, cuya ideología recorrió el mundo durante 1968. Estos sucesos se extendieron por la República Federal Alemana, Suiza, España, México, Argentina, Uruguay, Estados Unidos, Checoslovaquia e Italia, lo cual ampliaba la escala del antiguo refrán del siglo XIX afirmando que cuando París estornuda, toda Europa se resfría.

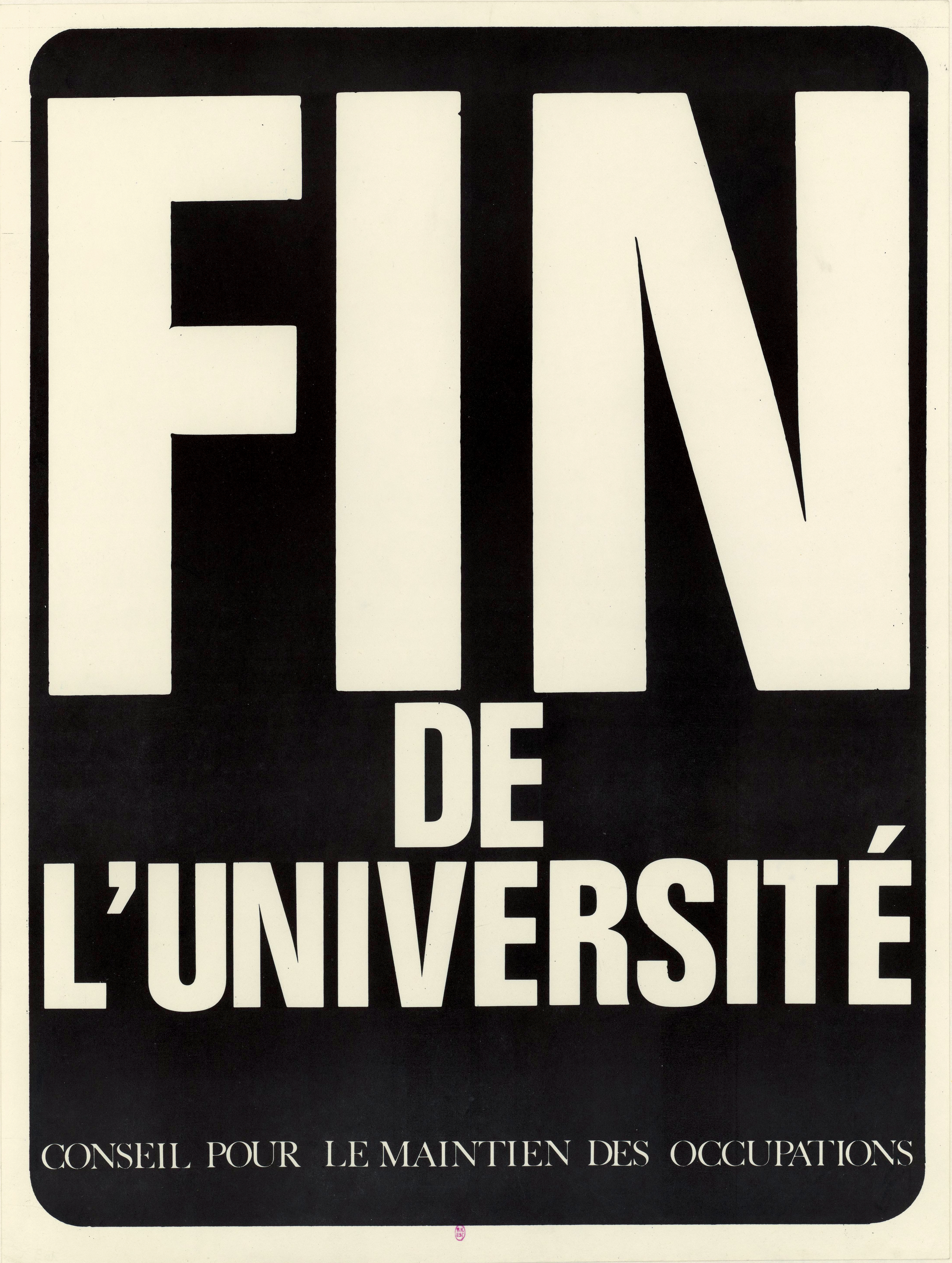
"Fin de la universidad".

La novedad de 1968, con respecto a otras luchas anteriores, proviene de los puntos de intersección y del cruce de compromisos: de Vietnam a Japón, pasando por Alemania, se encuentran lazos y puentes construidos entre los pueblos insurrectos, los estudiantes disidentes y los trabajadores sublevados. Globalidad y transmisión operan de forma circular: el acontecimiento es global, porque sus protagonistas viajan, transmiten, se apropian y revelan el desafío más allá de la patria. El internacionalismo apareció como un principio activo, un motor político decisivo. Ese saber se impregnó con descubrimientos, con la circulación de informaciones y transmisiones. Los estudiantes estaban más al tanto  que los obreros de sus vecinos europeos, e incluso miraban más allá, hacía ese vasto mundo, donde encontraban compromisos similares. Esto se explica debido a razones prácticas: originarios de medios sociales relativamente privilegiados, gozaban frecuentemente de los medios financieros para viajar; sus estudios los llevaban a tomar en cuenta otras culturas, practicar otras lenguas, a recibir en sus propias bancas a pares originarios de cualquier parte del mundo. Fue así como se puso en marcha la circulación de prácticas, ideas y solidaridades.

## Diferentes contextos

### Contexto económico

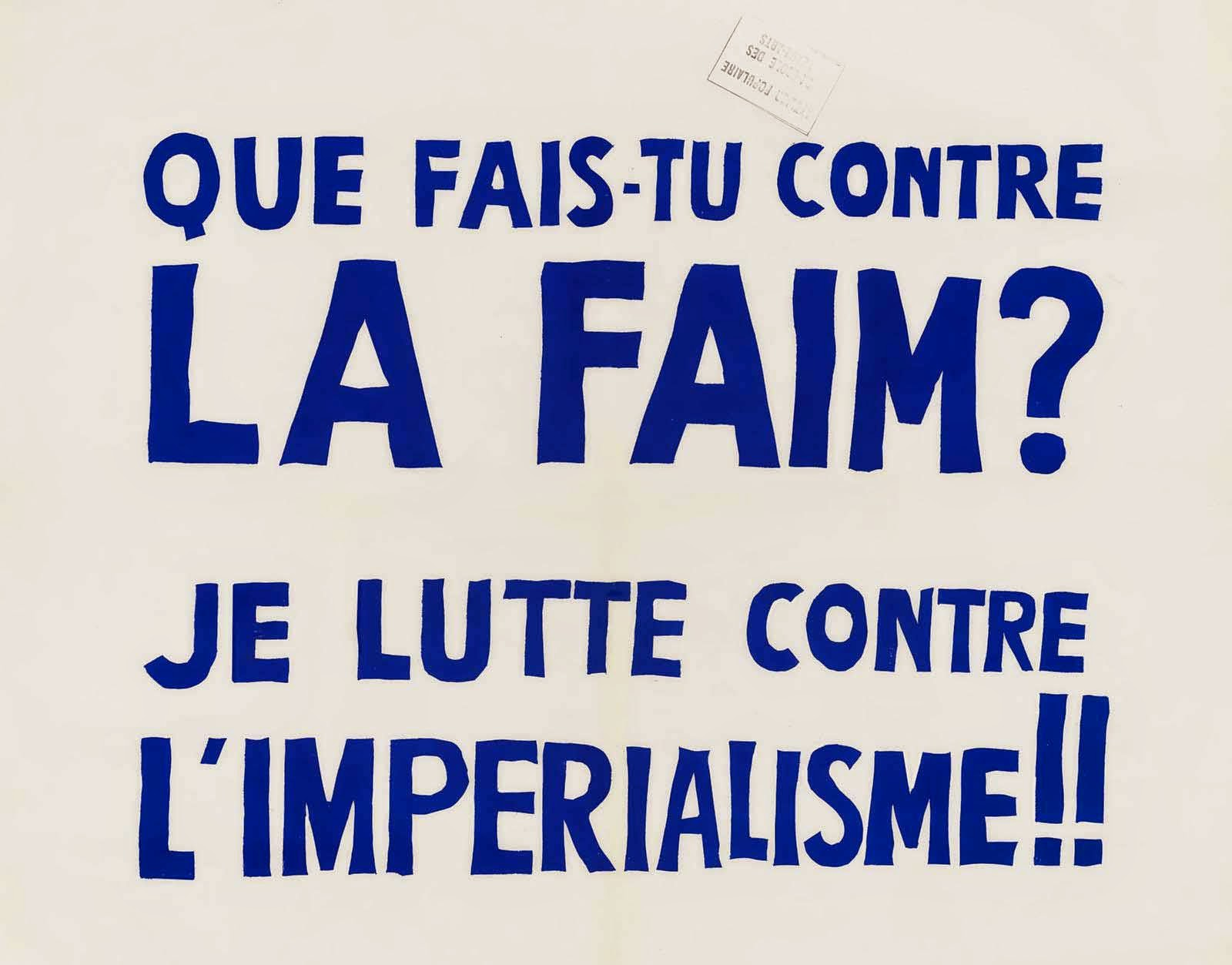
«¿Qué haces contra el hambre? ¡Yo lucho contra el imperialismo!»

La crisis de mayo de 1968 en Francia surge al término de una década de prosperidad económica sin precedentes. Sin embargo, desde hacía un año se manifestaban los primeros síntomas serios de un grave deterioro de la situación económica. El número de desempleados aumentaba de forma notoria, y al empezar 1968 ya eran 500.000. La juventud se veía particularmente afectada, y las circunstancias habían llevado el gobierno a crear en 1967 la ANPE (Agence nationale pour l'emploi). La crisis industrial amenazaba ya a muchos sectores, y la larga huelga de los mineros de 1963 había sido muestra del profundo malestar de la minería francesa ante un declive imparable. En 1968, dos millones de trabajadores cobraban el SMIG (Salaire minimum interprofessionnel garanti, salario mínimo interprofesional) y se sentían excluidos de la prosperidad. Los sueldos reales empezaban a bajar y crecía la preocupación por las condiciones de trabajo.
En las afueras de las grandes urbes, unas extensas barriadas irregulares, los bidonvilles, se habían extendido desde mediados de la década de 1950. El más poblado, el de Nanterre, alcanzaba los 14 000 habitantes en 1965 y se encontraba justo enfrente de la universidad donde iban a surgir los primeros movimientos contestatarios estudiantiles.

### Contexto político

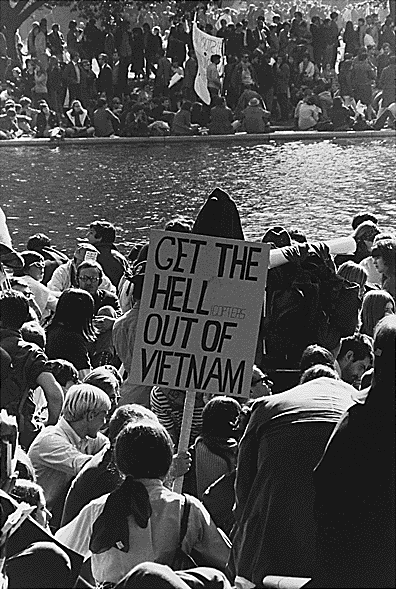
Protesta contra la guerra de Vietnam en Estados Unidos, 1967.

Internacionalmente, la década del '60 vivió una serie de cambios a nivel mundial que llevaron al cuestionamiento del sistema de dominio europeo y, sobre todo, estadounidense sobre los territorios coloniales o recientemente independizados de África, Asia y América Latina. El triunfo de la Revolución cubana y el auge de movimientos izquierdistas en Latinoamérica, y especialmente la guerra de Vietnam generaron un amplio movimiento de solidaridad en gran parte de Europa y de los propios Estados Unidos que canalizaron la oposición al imperialismo.
En Francia estos movimientos tienen su génesis durante la guerra de Indochina y de la Argelia, que provocaron una fuerte polarización en la sociedad francesa desde principios de la década del '60. En octubre de 1961 una manifestación pacífica de argelinos en París acabó con una fuerte represión policial que provocó más de 200 muertos, cuyos cuerpos fueron arrojados al Sena en una acción que fue silenciada en el primero de los grandes apagones informativos de esta época. También a raíz de este suceso aparece públicamente por primera vez una corriente estudiantil radical que se manifestará contra la actuación policial a través de dos organizaciones recientemente creadas: el Comité Anticolonialista y el Frente Universitario Antifascista (FUA). Al año siguiente, en febrero de 1962, una manifestación convocada por el Partido Comunista Francés y la Confederación General del Trabajo acabó con nueve muertos aplastados en la estación de metro de Charonne. Estos dos sucesos provocaron un sentimiento de rechazo hacia los CRS (policía antidisturbios). Durante este periodo, grupos estudiantiles como el sindicato universitario Unión Nacional de Estudiantes de Francia se desplazaron hacia la izquierda en el contexto de oposición a la guerra de Argelia, al tiempo que iban surgiendo nuevos movimientos como el Comité Vietnam de Base y el Comité Vietnam Nacional (aparecidos en 1967 y 1966 respectivamente) que organizaron importantes movilizaciones antimperialistas y protagonizaron gran parte de la agitación universitaria anterior a 1968. El desarrollo de la Revolución Cultural en China también generó un nuevo referente para una parte de los sectores izquierdistas franceses, que vieron en el maoísmo una nueva base ideológica, alejada del PCF y de la Unión Soviética, y menos dogmática y mucho más innovadora con respecto al marxismo clásico soviético.
También a raíz de la guerra de Argelia surgen importantes movimientos ultraderechistas que abogaban por la defensa de la Argelia francesa, como la OAS (Organización del Ejército Secreto, por sus siglas en francés) y los grupos Occident, Ordre Nouveau o Jeune Nation. Estos movimientos se enfrentaron durante la década de los 60 con los movimientos estudiantiles y obreros izquierdistas tanto en las universidades como en las calles de las principales ciudades, generando una polarización cada vez mayor en los distintos sectores de la sociedad francesa.
En cuanto al gobierno francés, la figura del general De Gaulle, en el poder desde 1958, sufre un desgaste palpable en los resultados electorales. En las elecciones a la presidencia de la República de 1965, las primeras con sufragio universal desde 1948, De Gaulle no había logrado la mayoría absoluta requerida en la primera ronda de votaciones, seguido de cerca por François Mitterand ante la sorpresa general. En las elecciones de 1967 a la Cámara de los diputados, su mayoría había dependido de un solo escaño. La oposición seguía reprochándole la manera en la que había accedido al poder en 1958, y la legitimidad del régimen gaullista se veía cada vez más ensombrecida por acusaciones de "golpe de Estado". A pesar de la bonanza económica de los últimos años, de los éxitos políticos (fin de la guerra de Independencia de Argelia y procesos de descolonización) y de cierta aclimatación al régimen presidencialista de la V República Francesa, las prácticas autoritarias del general De Gaulle levantaban cada vez más críticas.
Por su parte, el movimiento obrero francés va a experimentar en esta década una fuerte radicalización y cierto alejamiento de las cúpulas sindicales mayoritarias como la CGT. Desde 1961 se van a suceder huelgas violentas y ocupaciones de fábricas, en muchas ocasiones de forma más o menos espontánea y contra los acuerdos de la dirigencia sindical. En 1963 se realizó una huelga violenta de mineros en la que se rechazaron los acuerdos de los sindicatos; en 1964 hubo huelgas de los obreros de Renault (bajo la consigna "queremos tiempo para vivir") y en los astilleros de Nantes; los obreros del grupo químico Rhodiaceta de Lyon y Besançon mantuvieron una huelga durante todo el mes de diciembre de 1967 y, en enero de 1968, se produjeron disturbios en Caen en los que participaron obreros, agricultores y estudiantes y que se saldó con más de 200 heridos. Estas fueron las primeras huelgas desde 1936 en las que los obreros ocuparon las fábricas, y durante toda la década gran parte de Francia se vio afectada por este movimiento obrero. Grupos estudiantiles e intelectuales comenzaron una estrategia de acercamiento a los conflictos obreros en este periodo, comenzando a trabajar en las fábricas como parte de la actividad militante y realizando encuentros en las casas de los obreros. En este plano de acercamiento entre movimiento estudiantil y un movimiento obrero radicalizado al margen de las cúpulas sindicales se sentaban las bases para la agitación de mayo y junio.

### Contexto cultural

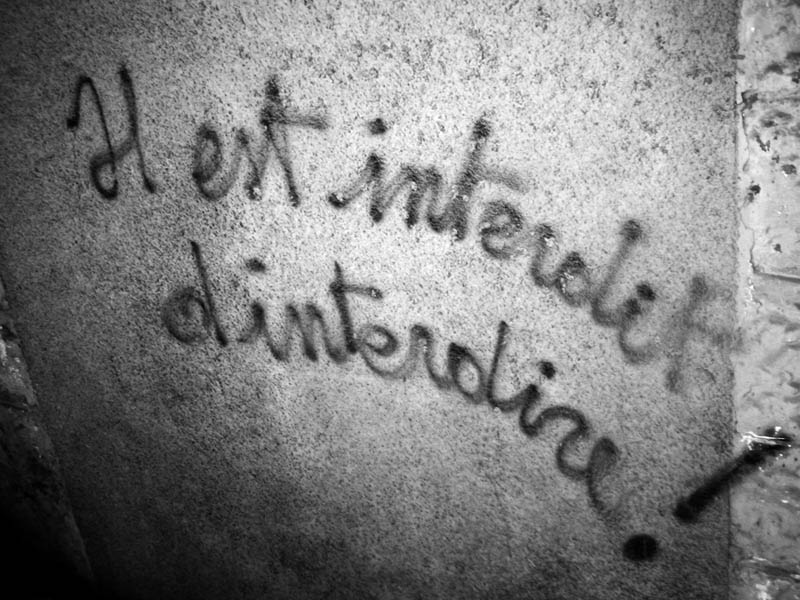
París, mayo de 1968: "Prohibido prohibir".

Los años 60 en Francia - al igual que en el resto de occidente - fueron una época de acelerados cambios culturales. La época estaba caracterizada por la aceleración del éxodo rural y el surgimiento de la sociedad de consumo, cada vez más influida por los medios de comunicación de masas que generalizaban la cultura de masas.
Es además en los años 60 cuando los jóvenes se convierten en una categoría sociocultural significativa logrando su reconocimiento como un actor social que establece procesos de adscripción y diferenciación entre sus opciones y las de los adultos. Estos procesos se desarrollan a través de las subculturas juveniles nacidas a partir de finales de los años 1950, dentro de movimientos contraculturales como la cultura underground y los movimientos beatnik y hippie. Esta juventud tenía sus propios ídolos musicales como los Beatles, Rolling Stones, cantautores como Bob Dylan y Léo Ferré, etc. Muchos de estos movimientos cuestionaron y criticaron el estilo de vida materialista ofrecido por el mercado de consumo y la organización capitalista de la posguerra.
En el plano filosófico varias obras y autores tuvieron gran influencia en una parte del movimiento: Wilhelm Reich, freudomarxista, cuyo manifiesto, La revolución sexual, daba nombre a una de las consignas más repetidas; Herbert Marcuse con El hombre unidimensional, publicado en Francia en 1964 y que tuvo que ser reeditado en el 68; Raoul Vaneigem, con el Traité de savoir-vivre à l'usage des jeunes générations de 1967; Guy Debord con La sociedad del espectáculo, también del 1967. Pierre Bourdieu y Jean-Claude Passeron publicaban en 1965 Les étudiants et leurs études donde hacían una ácida crítica al sistema educativo francés y sus mecanismos de reproducción social, que permitían a las élites conservar su poder de generación en generación. Mientras tanto en la École Normale Supérieure, el filósofo marxista Louis Althusser formaba una generación de pensadores marxista-leninistas que fueron el embrión de las primeras organizaciones maoístas.

## Evolución de los acontecimientos

### Eventos previos
El 8 de enero de 1968, el ministro de Juventud y Deporte, François Missoffe, acude a la inauguración de una piscina en la Universidad de Nanterre. Los estudiantes recibieron al ministro con un sonoro abucheo a causa de su Libro Blanco acerca del estado de la juventud estudiantil. Durante el suceso un joven estudiante de sociología, Daniel Cohn-Bendit, provocó al ministro, reprochándole que su libro no tratara el problema sexual entre los jóvenes. Pese a que este incidente se quedó en una mera anécdota, permitió la visualización de Cohn-Bendit como una de las figuras mediáticas de los sucesos de mayo. Unos meses después, el 22 de marzo de 1968 un grupo de estudiantes se encierra en la Universidad de Nanterre en protesta por las normativas internas del centro, desocupando las instalaciones tras algunas negociaciones y la aparición de la policía. Esta acción daría origen al Movimiento 22 de marzo, el cual sería uno de los referentes de las movilizaciones de mayo y junio de ese año.

### Inicio del movimiento

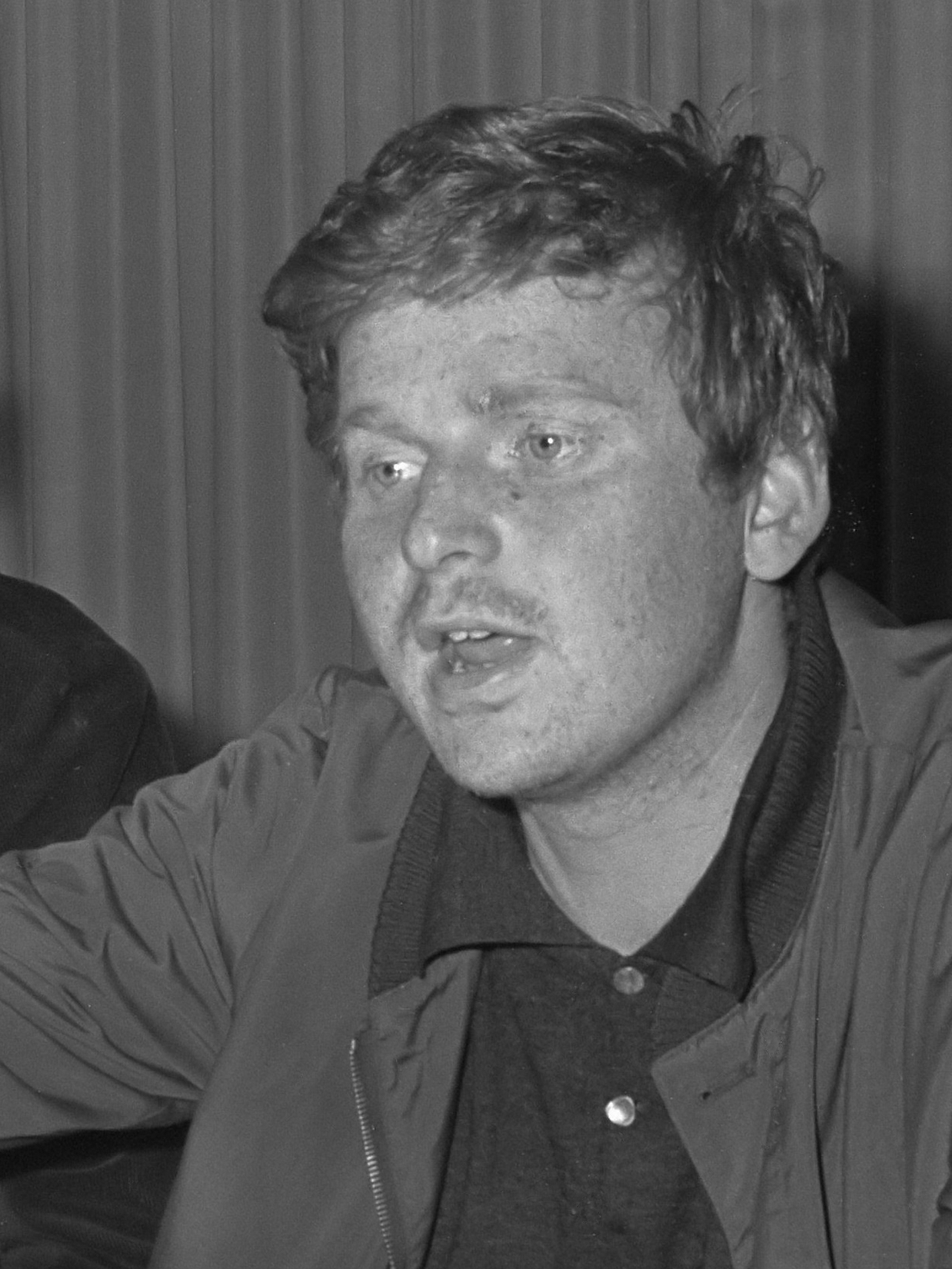
Daniel Cohn-Bendit, uno de los líderes del movimiento estudiantil.

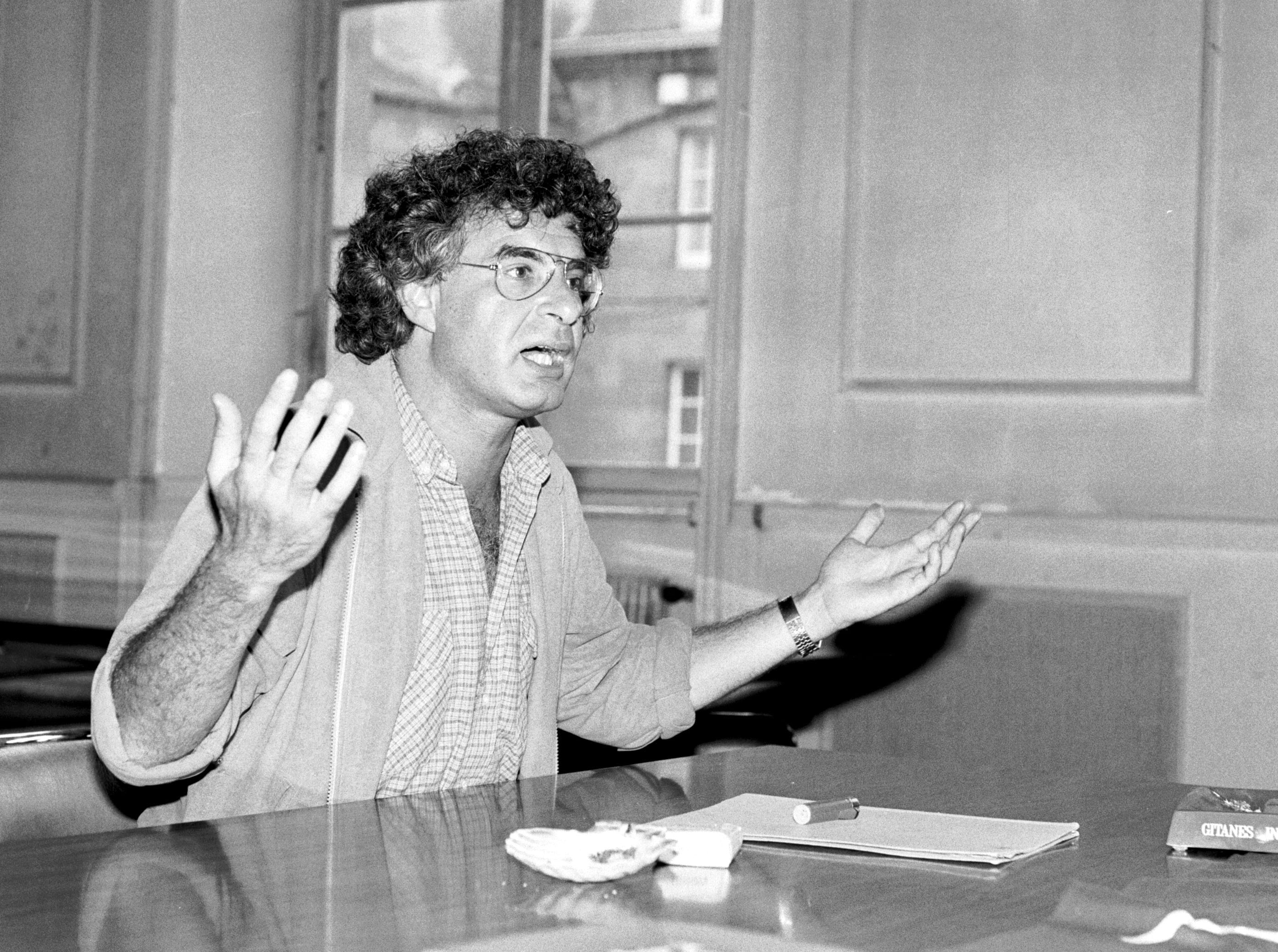
Alain Krivine, otro líder estudiantil, aquí en 1982.

El 22 de abril de 1968, 1500 estudiantes acudieron a una nueva protesta en Nanterre contra la detención de varios estudiantes del Comité Vietnam Nacional, acusados de atentar contra empresas estadounidenses, en la cual intervendría la policía. El 28 de ese mismo mes el decano de la Facultad ordena el cierre de la misma, al tiempo que los estudiantes anuncian el boicot a los exámenes parciales y se producen enfrentamientos con miembros de la Federación Nacional de Estudiantes de Francia, de ideología derechista, los cuales asaltarían la universidad del 2 de mayo y acusarían a los estudiantes movilizados de terroristas. Los movimientos derechistas y ultraderechistas estudiantiles previeron que el movimiento de los estudiantes iba a desarrollarse y afirmaron que el deber de los estudiantes moderados y del gobierno era pararlo en seco. Al mismo tiempo, miembros del grupo de extrema derecha Occident marcharon por el Barrio Latino gritando ¡Vietcongs asesinos! con el objetivo de contrarrestar el crecimiento del movimiento.
El 3 de mayo ocho estudiantes implicados en las protestas, entre los que se encontraba Daniel Cohn-Bendit, acudieron a declarar a París mientras en la plaza de la Sorbona comenzaba a congregarse una gran cantidad de estudiantes vigilados por la policía, que finalmente cargaría contra la concentración. Ante esta situación, la Unión Nacional de Estudiantes y el Sindicato de Profesores llamaron a la huelga exigiendo la retirada de la policía y la reapertura de La Sorbona, cerrada por el decano el día anterior a consecuencia de una marcha que venía desde Nanterre, así como la liberación de los estudiantes detenidos hasta el momento, y abogando por "los ocho de Nanterre" (entre ellos Daniel Cohn-Bendit), quienes estaban por ser expulsados.
El lunes 6 de mayo los "ocho de Nanterre" acudieron a declarar ante el Comité de Disciplina de la Universidad. A su salida se realizó una nueva manifestación que concluyó con grandes enfrentamientos entre las barricadas levantadas en el Barrio Latino. La violencia de la policía provocó un sentimiento de solidaridad entre la mayor parte de la sociedad francesa (un 61% de los franceses simpatizaban en estos momentos con los estudiantes). Las manifestaciones se repiten al día siguiente, llegando hasta las inmediaciones de los Campos Elíseos.
El punto de inflexión del movimiento se da en la noche del 10 de mayo, conocida como "la noche de las barricadas". Decenas de miles de estudiantes acuden a las barricadas del Barrio Latino. Las negociaciones iniciadas con el rectorado de la Sorbona fracasan, al tiempo que las autoridades siguen sin aceptar la liberación de los detenidos. La policía disuelve las barricadas por la fuerza, produciéndose los más duros enfrentamientos de todo el mes de mayo con cientos de heridos. Al día siguiente, carros blindados se desplegaron por la capital francesa.

### La huelga obrera

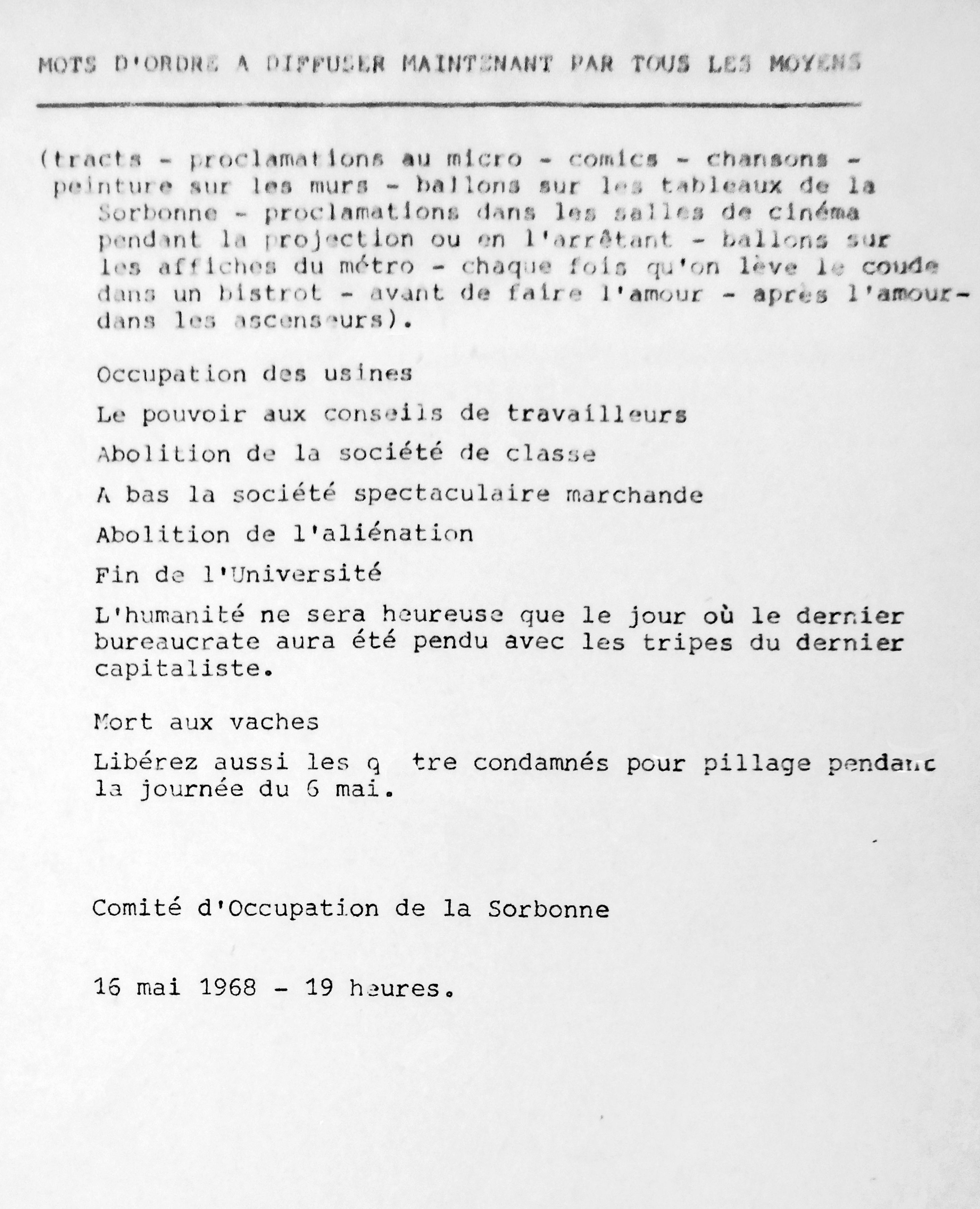
Panfleto del CMDO de la Sorbona del 16 de mayo de 1968.

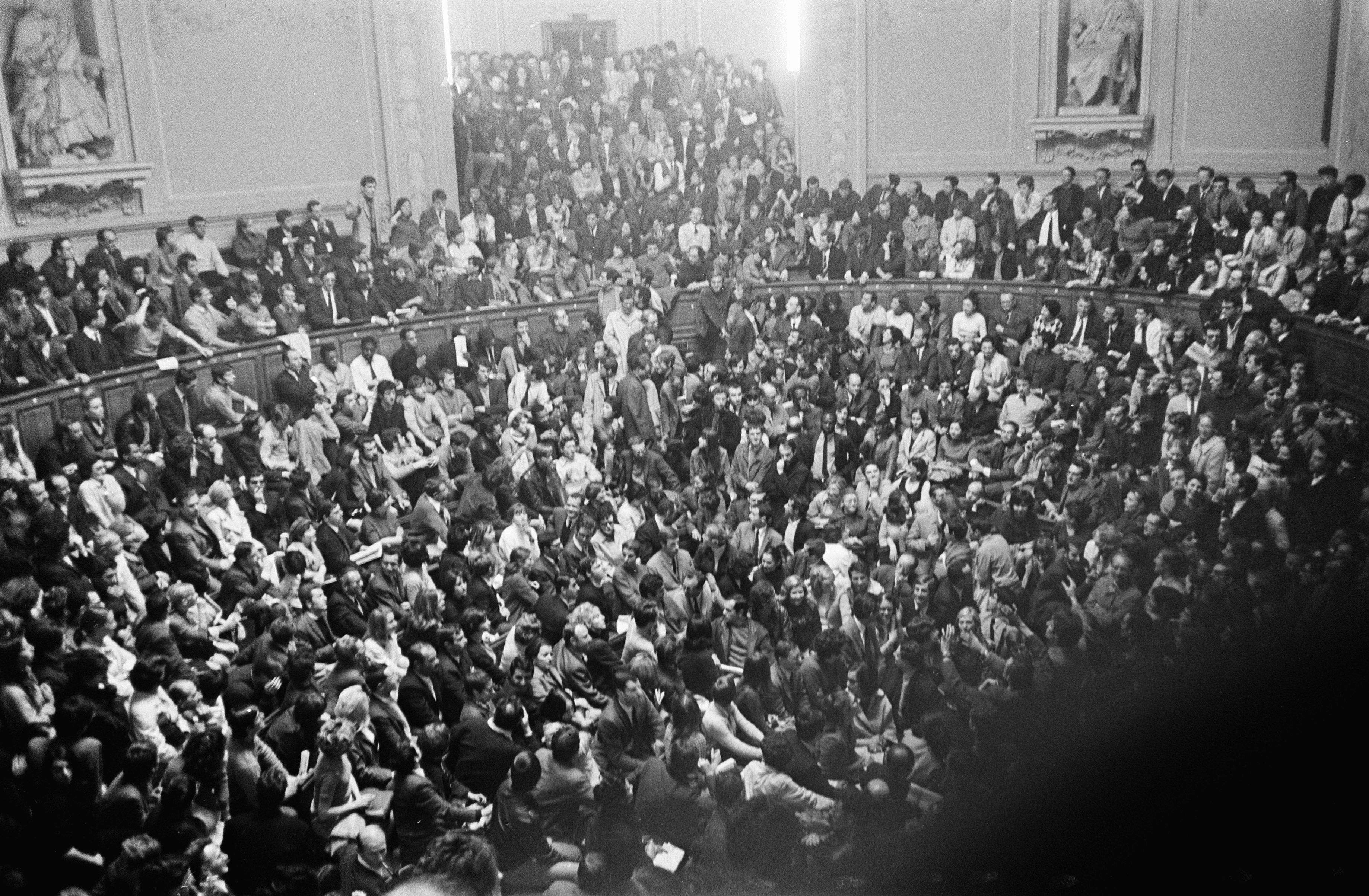
Ocupación de la Sorbona.

Ante los sucesos de los días anteriores se convocaría una huelga general para el lunes 13 de mayo. La manifestación de ese día congregó a 200.000 personas, mientras 9 millones de trabajadores en toda Francia seguían la convocatoria de huelga. Tras la misma, grupos de estudiantes marcharon a la Sorbona, que había reabierto sus puertas tras la llegada del primer ministro Georges Pompidou de un viaje por Asia Central, ocupándola. La toma de la Sorbona estará dirigida por un Comité de Ocupación que dotará a la Universidad de una serie de servicios básicos para los estudiantes alzados (enfermería, comedores e incluso guardería). Al día siguiente los trabajadores de Sud Aviation en Nantes y los de Renault en Cleon, Flins, Le Mans y Boulogne Billancourt ocuparon sus fábricas. Poco a poco la huelga se extiende, paralizando la mayor parte de la Francia industrial.
Con la transformación de un movimiento estudiantil surgido en una universidad del extrarradio en una huelga espontánea, los estudiantes tratarán de crear una unión con los trabajadores. Varios miles de estudiantes marcharon el 16 de mayo a Boulogne-Billancourt a encontrarse con los obreros encerrados en las fábricas pero, aunque se realizarán muestras recíprocas de solidaridad (ambos colectivos cantarán La Internacional en las puertas de las fábricas ocupadas), las verjas de los puestos de trabajo que los separaban no llegarán a abrirse. El 17 de mayo es creado el Consejo por el Mantenimiento de las Ocupaciones que apoya las huelgas salvajes y se opone a la moderación de los sindicatos.
En los días siguientes se sumarán a la huelga los controladores aéreos así como los trabajadores del carbón, del transporte, del gas y la electricidad y los periodistas de la radio y la televisión. En Nantes, los obreros y los agricultores cortaron los accesos a la ciudad y controlaron el precio de los productos ofrecidos en las tiendas, las cuales solo podían abrir con autorización del Comité de Huelga. En estos momentos, en muchos de los centros de trabajo en huelga, comienza a plantearse la cuestión del poder obrero en las empresas, poniendo verdaderamente en cuestión la autoridad del Estado y generando un auténtico vacío de poder.
Ante esta situación, el secretario general de la CGT, Georges Séguy, declara lo siguiente: "La huelga debe seguir siendo reivindicativa. Toda consigna irresponsable, aventurera y provocadora que apele a la insurrección sólo sirve para hacer el juego al gobierno y a la patronal".
El 25 de mayo, el gabinete de Pompidou acepta el abrir negociaciones con los representantes de los obreros en huelga. Estas negociaciones se plantean a tres bandas: patronos, sindicatos y gobierno. Las negociaciones concluyen el 27 de mayo con los Acuerdos de Grenelle, en los que se recoge un incremento del 35% en el salario mínimo industrial y del 12% de media para todos los trabajadores. Sin embargo, la mayor parte de los trabajadores en huelga rechazan el acuerdo. Al día siguiente François Mitterrand, en rueda de prensa, pide al gobierno de De Gaulle su dimisión, afirmando que desde el 3 de mayo no había Estado, y se postula como candidato a la presidencia.

### La reacción de De Gaulle
El 29 de mayo De Gaulle desaparece sin llegar a asistir al Consejo de Ministros convocado para esa mañana. En las calles de París, los manifestantes que se dirigían hacia la Estación ferroviaria de San Lázaro (la Gare Saint-Lazare), donde se concentraban los ferroviarios en huelga bajo el lema "Por un cambio político de progreso social y de democracia", y gritan consignas como ¡Adiós De Gaulle!  Los gaullistas, por su parte, convocan para el 30 de mayo una manifestación "En defensa de la República" en los Campos Elíseos, a la que acuden más de 300.000 personas mostrando su apoyo al Presidente.[cita requerida]

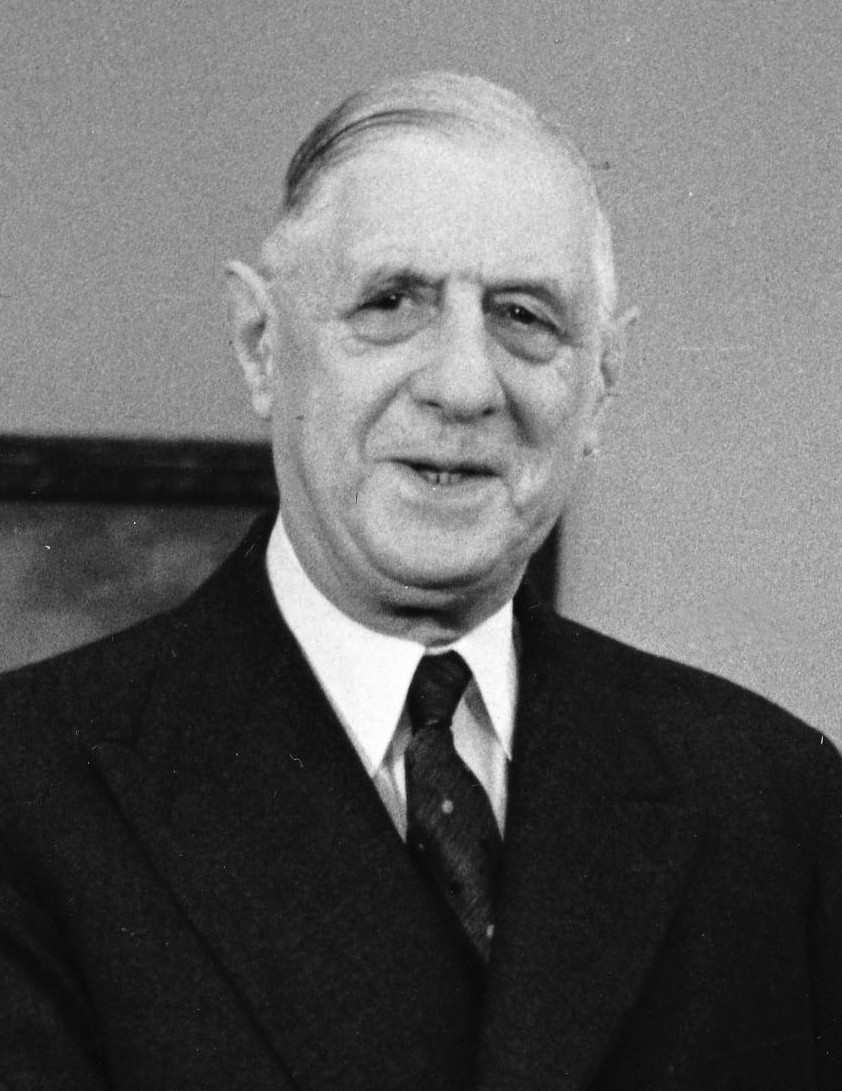
Charles de Gaulle, Presidente de la República entre 1959 y 1969.

De Gaulle, por su parte, había acudido a Baden-Baden, en la República Federal Alemana, para entrevistarse con el general Charles Massu, comandante en jefe de las fuerzas francesas estacionadas en Alemania, provocando una gran inquietud ante la posibilidad de que el presidente decidiera recurrir al ejército. El mismo día 30, De Gaulle regresa a París y se dirige al país por la radio anunciando que no dimitirá, al tiempo que disuelve la Asamblea y convoca elecciones en un plazo de 40 días.
Con estas declaraciones, queda claro que la única forma de derribar al gobierno es mediante un alzamiento que ninguno de los sectores en lucha está dispuesto a llevar a cabo. Sin embargo los disturbios aún continúan, pese a que distintas empresas comienzan a retornar al trabajo tras diversas conversaciones locales que tomaban como base los Acuerdos de Grenelle, aceptándose el pago de los días de huelga. Los incidentes se trasladaron de París a los núcleos industriales donde continuaban las huelgas. El 7 de junio en Flins se produjeron violentos enfrentamientos entre los CRS, que acudieron a desalojar a los trabajadores encerrados en las fábricas, y los estudiantes y obreros en huelga. El día 10 un joven estudiante de secundaria muere en los enfrentamientos, lo que provoca nuevos disturbios en París. El 12 de junio, De Gaulle decreta la disolución e ilegalización de los grupos de extrema izquierda y prohíbe las manifestaciones callejeras durante dieciocho meses. En total una decena de colectivos izquierdistas son ilegalizados, sus publicaciones prohibidas y varios de sus líderes arrestados. El día 15 Raymond Marcellin, ministro de Interior desde el 31 de mayo, amnistió a 50 militantes presos de la OAS condenados por asesinato, entre los que se encontraban generales de la extrema derecha como Raoul Salan (que habían conspirado para derrocar a De Gaulle) con el objetivo de crear grupos de acción ciudadana contra los "elementos incontrolables". Durante un violento mes de junio, la totalidad de los centros de trabajo vuelven a la normalidad, bien por acuerdos de los trabajadores, bien por la intervención policial.

### Elecciones

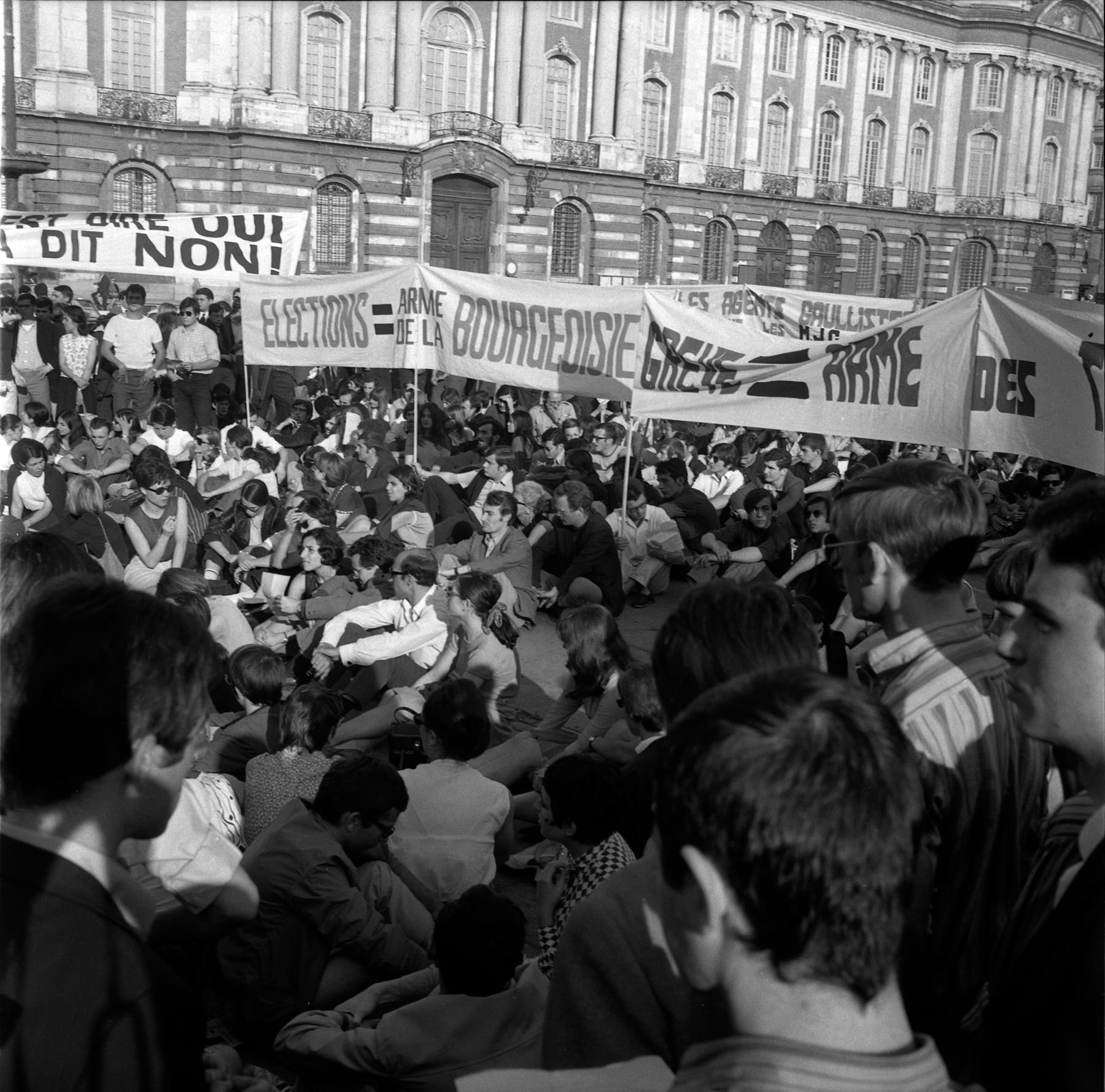
Manifestación en Toulouse a mediados de junio de 1968. En una pancarta se alcanza a leer: «elecciones = arma de la burguesía».

Los días 23 y 30 de junio se celebrarían las elecciones legislativas, de las que la gaullista Unión de Demócratas por la República saldría fortalecida con un 38% de los votos y 293 diputados, contando con sus aliados. El Partido Comunista, por su parte, sufrió un fuerte descenso en su representación en la cámara, pasando del 22,51 % de los sufragios y setenta y tres representantes al 20,02 % y treinta y cuatro diputados. Idéntica suerte sufrió la Federación de la Izquierda Democrática y Socialista (FGDS, por sus siglas en francés) de François Mitterrand, que perdió la mitad de sus diputados (61 frente a los 121 conseguidos el año anterior). La radicalización de los estudiantes franceses mostraba en la práctica una fuerte simpatía por el anarquismo y un rechazo por las estructuras políticas vigentes, incluyendo los sindicatos y partidos ya existentes y cuya disciplina no era del agrado de los manifestantes. Este estado de ánimo hizo que muchos obreros y estudiantes, si bien unidos en el rechazo al autoritarismo gaullista, rechazaran el liderazgo de los partidos comunistas y socialistas, negando la validez de su autoridad.[cita requerida]

## Consecuencias de mayo de 1968
Tras las elecciones de junio, el gobierno francés reconoció la necesidad de emprender una política de reformas profundas para hacer frente al malestar social existente en el país. En abril de 1969 se celebró un referéndum sobre el proyecto de regionalización (una de las principales reivindicaciones políticas de aquellos momentos era una mayor descentralización del Estado) y la reforma del Senado, que De Gaulle planteó como un plebiscito sobre su gestión al anunciar que abandonaría la presidencia si no triunfaba el SÍ. Sin embargo, los franceses votaron mayoritariamente por el no, provocando la retirada de De Gaulle de la escena política. Estos resultados mostraron que De Gaulle y su generación no eran, para la población francesa, los que podían llevar a cabo la reforma social y política que necesitaba el país. La derrota gaullista marca el inicio del fin de la generación de líderes políticos que habían dirigido Europa Occidental desde el fin de la II Guerra Mundial, al tiempo que enterraba el modelo de liderazgo personalista que hasta el momento había marcado la Quinta República francesa.
Por su parte, el sindicalismo comenzó en 1969 las conversaciones previstas en los Acuerdos de Grenelle. Durante los primeros años de la década de los 70 se registraron nuevos conflictos laborales, en ocasiones con carácter violento como las huelgas de Renault durante marzo y abril de 1973. También se produjeron experiencias excepcionales como la de la empresa Lip, en la que mil trabajadores ocuparon la fábrica de relojes amenazada de cierre y durante 3000 días continuaron la producción bajo control obrero, hasta conseguir un acuerdo final que salvaba los puestos de trabajo. Se va a experimentar, por tanto, un mantenimiento de la conflictividad laboral en Francia durante los años posteriores a 1968 si bien la postura de las principales centrales sindicales no va a variar sustancialmente durante los congresos confederales que se celebrarán entre 1969 y 1970.